# Attaque de Farabougou
Guerre du Mali
Batailles
L'attaque de Farabougou a lieu le 12 décembre 2023 pendant la guerre du Mali.

## Prélude
En octobre 2020, le village de Farabougou, près de Sokolo, dans la région de Ségou, commence à subir un blocus de la part des djihadistes de la katiba Macina, affiliée au Groupe de soutien à l'islam et aux musulmans (GSIM),. En mars 2021, un accord de cessez-le-feu est conclu entre les chasseurs dozos et le GSIM,. D'après l'AFP, « cet accord était représentatif d’arrangements locaux en vertu desquels les jihadistes échangent une paix relative contre le respect par les populations de certaines prescriptions, ou contre le paiement d’un tribut ». Cependant l'accord est rompu en 2022 et l'armée malienne se réimplante à Farabougou,.

## Déroulement
Le 12 décembre 2023, entre 14 et 15 heures, les djihadistes de la katiba Macina lancent une attaque contre Farabougou. Le détachement de l'armée malienne présent sur place est mis en déroute. Des chasseurs dozos, souvent utilisés comme supplétifs par les militaires, sont également ciblés. Le camp militaire est pris, puis pillé par les djihadistes, qui détruisent ce qu'ils ne peuvent emporter.
La plupart des habitants prennent la fuite pendant les combats. Les djihadistes se retirent à 17 heures. Dans la soirée, les renforts militaires, venus de Sokolo, pénètrent dans un village désert.
Deux jours plus tard, l'armée malienne publie un bref communiqué dans lequel elle affirme avoir repoussé l'attaque des djihadistes. Cependant l'AFP et RFI indiquent que de nombreux témoignages locaux contestent cette version,.  

## Pertes
L'armée malienne ne dresse aucun bilan humain, cependant celui-ci serait lourd. RFI rapporte que plusieurs sources sécuritaires et civiles locales font état d'un bilan d'environ 50 morts, dont plus d'une vingtaine de soldats et plus d'une vingtaine de chasseurs, ainsi qu'environ 15 blessés. L'AFP indique pour sa part que plusieurs sources locales estiment le nombre des morts et des disparus à plus d'une soixantaine.
L'attaque est revendiquée par le Groupe de soutien à l'islam et aux musulmans, qui affirme avoir tué 30 militaires et fait trois prisonniers. Quelques jours plus tard, il diffuse des vidéos montrant deux prisonniers maliens : un lieutenant et un caporal. Le groupe djihadiste propose alors à la junte un échange de prisonniers.